# Kanton Targon
Targon is een voormalig kanton van het Franse departement Gironde. Het kanton maakte deel uit van het arrondissement Langon. Het kanton werd opgeheven bij decreet van 20 februari 2014, met uitwerking op 22 maart 2015. Alle gemeenten werden overgedragen naar het nieuw gevormde kanton L'Entre-Deux-Mers. 

## Gemeenten
Het kanton Targon omvatte de volgende gemeenten:
- Arbis
- Baigneaux
- Bellebat
- Bellefond
- Cantois
- Cessac
- Courpiac
- Escoussans
- Faleyras
- Frontenac
- Ladaux
- Lugasson
- Martres
- Montignac
- Romagne
- Saint-Genis-du-Bois
- Saint-Pierre-de-Bat
- Soulignac
- Targon (hoofdplaats)